# Ahmići

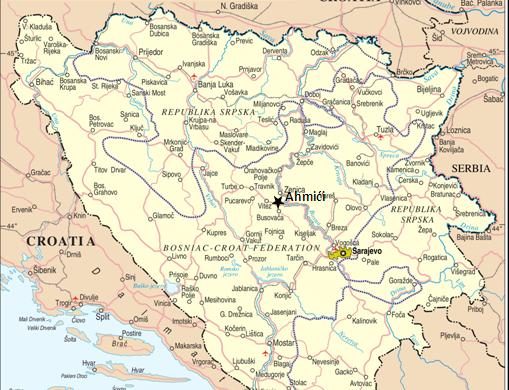
Situación de Ahmići en Bosnia y Herzegovina.

Ahmići (se pronuncia ajmichi) es una aldea de Bosnia y Herzegovina, situada en Bosnia central, escenario de una de las mayores masacres de la guerra de Bosnia que devastó ese país entre 1992 y 1995. 
Ahmići está situado en la municipalidad de Vitez, en el valle del Lašva.
Durante el conflicto entre el Consejo Croata de Defensa (HVO) y el Ejército de la República de Bosnia-Herzegovina (ARBiH), el 16 de abril de 1993, se produjo la masacre de Ahmići, cuando tropas croatas asesinaron a 116 habitantes de la aldea, incluyendo mujeres, niños y ancianos.
Según el censo de 1991, Ahmići tenía 1.178 habitantes, repartidos así: 
- 592 croatas.
- 509 musulmanes bosnios.
- 30 serbios
- 47 Otros

Se encuentra situada en una zona montañosa en el valle del río Lašva, a 495 m s. n. m. Su ubicación exacta es 44°08′35″N 17°50′16″E / 44.14306, 17.83778, 5 km al este de Vitez, y 52 km al noroeste de Sarajevo.
- Datos: Q1285215
- Multimedia: Ahmići / Q1285215